# 13 de novembro
13 de novembro é o 317.º dia do ano no calendário gregoriano (318.º em anos bissextos). Faltam 48 dias para acabar o ano.

## Eventos históricos

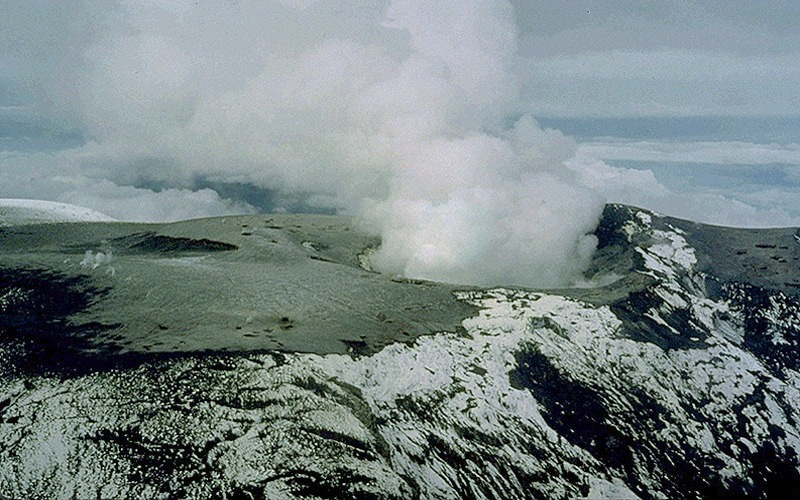
1985: Erupção do Nevado del Ruiz

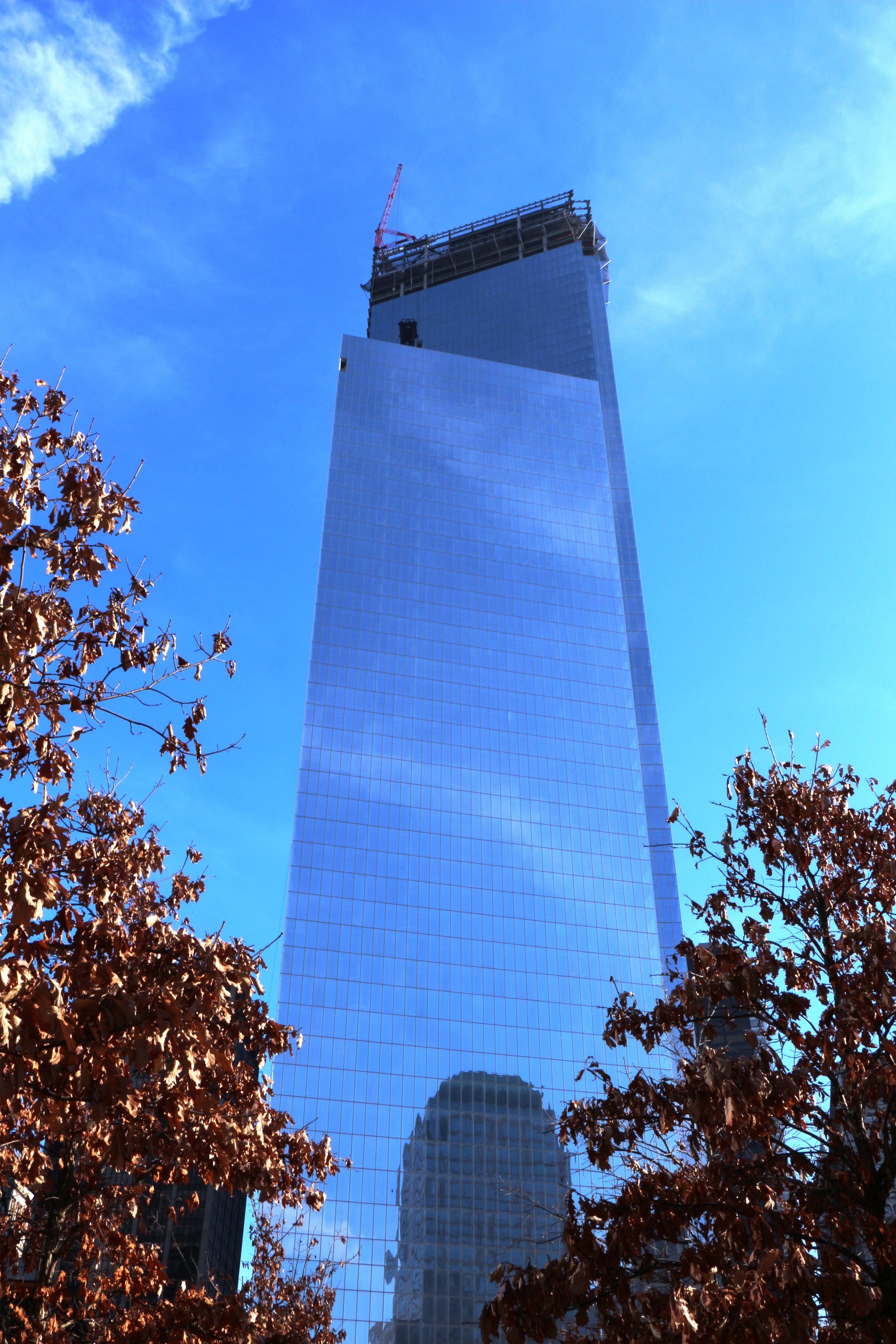
2013: Inauguração do World Trade Center 4

- 1002 — O Rei Etelredo II ordena a eliminação das comunidades de danos existentes na costa da Inglaterra.
- 1093 — Batalha de Alnwick: em uma vitória inglesa sobre os escoceses, Malcolm III da Escócia, e seu filho Eduardo, são mortos.[1]
- 1160 — Rei Luís VII da França casa-se com Adélia de Champanhe.
- 1642 — Primeira Guerra Civil Inglesa: Batalha de Turnham Green: As forças monarquistas se retiram em face do exército parlamentarista e não conseguem tomar Londres.
- 1715 — Insurreição jacobita na Escócia: Batalha de Sheriffmuir: as forças do Reino da Grã-Bretanha interrompem o avanço jacobita, embora a ação seja inconclusiva.[2]
- 1775 — Guerra Revolucionária Americana: as forças revolucionárias patriotas sob o comando do general Richard Montgomery ocupam Montreal.
- 1833 — Grande Tempestade de Meteoros de 1833.
- 1841 — James Braid vê pela primeira vez uma demonstração do magnetismo animal, o que leva ao seu estudo do assunto que ele chama de hipnotismo.
- 1887 — Ocorre o Domingo Sangrento no centro de Londres.
- 1894 — Criação da Sociedade Genealógica de Utah.
- 1911 — Toma posse em Portugal, o 3.º governo republicano, chefiado pelo presidente do Ministério Augusto de Vasconcelos.
- 1916 — Primeira Guerra Mundial: o primeiro-ministro da Austrália Billy Hughes é expulso do Partido Trabalhista por seu apoio ao recrutamento.
- 1917 — Primeira Guerra Mundial: início da Primeira Batalha de Monte Grappa. As Forças Armadas Austro-Húngaras, fracassarão sua ofensiva contra o Exército italiano, agora liderado por seu novo chefe de Estado-Maior, Armando Diaz.
- 1918 — Primeira Guerra Mundial: tropas aliadas ocupam Constantinopla, a capital do Império Otomano.
- 1922 — A Suprema Corte dos Estados Unidos mantém a vacinação obrigatória para estudantes de escolas públicas.[3]
- 1927 — O túnel Holland é aberto ao tráfego como o primeiro túnel de veículos do rio Hudson que liga Nova Jersey a Nova Iorque.
- 1940 — O filme musical de animação de Walt Disney, Fantasia, é lançado pela primeira vez no Teatro da Broadway de Nova York.
- 1941 — Segunda Guerra Mundial: o porta-aviões HMS Ark Royal é torpedeado pelo U-81, afundando no dia seguinte.
- 1942 — Segunda Guerra Mundial: Batalha Naval de Guadalcanal: navios estadunidenses e japoneses se envolvem em um intenso combate naval de superfície de curta distância durante a Campanha de Guadalcanal.[4]
- 1945 — Império Etíope (atual República Democrática Federal da Etiópia) e República do Panamá são admitidos como Estados-Membros da ONU.
- 1947 — A União Soviética completa o desenvolvimento do AK-47, um dos primeiros rifles de assalto.
- 1950 — O general Carlos Delgado Chalbaud, Presidente da Venezuela, é assassinado em Caracas.
- 1956 — A Suprema Corte dos Estados Unidos declara ilegais as leis do Alabama (um dos estados daquele país) que exigiam ônibus segregados, encerrando assim o boicote aos ônibus de Montgomery.
- 1965 — Instituída a lei que cria o Cruzeiro Novo como novo padrão monetário do Brasil.
- 1966
  - Em resposta aos ataques do Fatah contra israelenses perto da fronteira com a Cisjordânia, Israel lança um ataque à vila de As-Samu.
  - O voo 533 da All Nippon Airways cai no Mar Interior de Seto, perto do Aeroporto de Matsuyama, no Japão, matando 50 pessoas.[5]
- 1970 — Ciclone Bhola: Um ciclone tropical de 240 km/h atinge a densamente povoada região do Delta do Ganges, no leste do Paquistão (atual Bangladesh), matando cerca de 500 000 pessoas em uma noite.
- 1974 — Ronald DeFeo Jr. assassina toda a sua família em Amityville, Long Island, na casa que se tornaria conhecida pelo romance The Amityville Horror.
- 1980 — Restabelecida a eleição direta para governadores e o fim dos senadores biônicos no Brasil, mantidos os mandatos em curso (veja Golpe militar de 1964).
- 1985 — Erupção vulcânica do Nevado del Ruiz, nos Andes o deslizamento de terra vulcânica soterra Armero, na Colômbia, matando aproximadamente 23 000 pessoas.
- 1986 — O Tratado de Livre Associação se torna lei, concedendo aos Estados Federados da Micronésia e às Ilhas Marshall independência dos Estados Unidos.
- 1989 — Hans-Adam II, o atual príncipe de Liechtenstein, inicia seu reinado após a morte de seu pai.
- 1991 — A República da Carélia, uma república autônoma da Rússia, é formada a partir da antiga RSSA da Carélia.[6]
- 1993 — O voo 6901 da China Northern Airlines cai ao se aproximar do Aeroporto Internacional Ürümqi Diwopu em Ürümqi, China, matando 12 pessoas.[7]
- 1994
  - A Suécia decide entrar para a União Europeia após um referendo.
  - Os primeiros passageiros viajam pelo Túnel da Mancha.
- 1995
  - Moçambique torna-se o primeiro estado a aderir à Comunidade das Nações sem ter feito parte do antigo Império Britânico.
  - O voo 357 da Nigeria Airways cai no Aeroporto Internacional de Kaduna, em Kaduna, Nigéria, matando 11 pessoas e ferindo 66.[8]
- 1996 — Como parte do projeto Great Internet Mersenne Prime Search (GIMPS), Joel Armengaud descobre o primeiro número primo de Mersenne do projeto, {\displaystyle 2^{1398269}-1}, um número com 420 921 dígitos.
- 2000 — A Câmara das Filipinas aprova os artigos de impeachment contra o presidente filipino Joseph Estrada.
- 2001 — Guerra ao Terror: No primeiro ato do tipo desde a Segunda Guerra Mundial, o presidente dos EUA, George W. Bush, assina uma ordem executiva permitindo tribunais militares contra estrangeiros suspeitos de conexões com atos terroristas ou atos planejados nos Estados Unidos.
- 2002
  - Crise de desarmamento do Iraque: O Iraque concorda com os termos da Resolução 1441 do Conselho de Segurança da ONU.
  - O petroleiro Prestige, enfrentou uma tempestade e sofreu um vazamento derramando 63 000 toneladas métricas de óleo combustível pesado, mais do que o derramamento de óleo do Exxon Valdez, na costa da Galícia.
- 2012 — Um eclipse solar total ocorre em partes da Austrália e do Pacífico Sul.
- 2013 — World Trade Center 4 é inaugurado oficialmente.
- 2015 — Um conjunto de ataques terroristas coordenados em Paris, incluindo vários tiroteios, explosões e uma crise de reféns nos 10.º e 11.º arrondissements, matam 130 pessoas, sete agressores e ferem 368 outras, com pelo menos 80 feridos gravemente.
- 2022
  - Nataša Pirc Musar eleita presidente da Eslovênia, a primeira mulher a ocupar este cargo.[9]
  - Atentado na Avenida İstiklal, em Istambul, na Turquia, provoca seis mortes e 81 feridos.[10]
- 2024 — Atentado na Praça dos Três Poderes, em Brasília, provoca um morto sendo o responsável.[11]

## Nascimentos

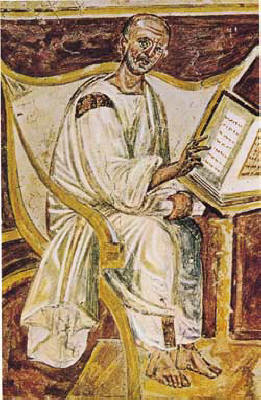
Agostinho de Hipona

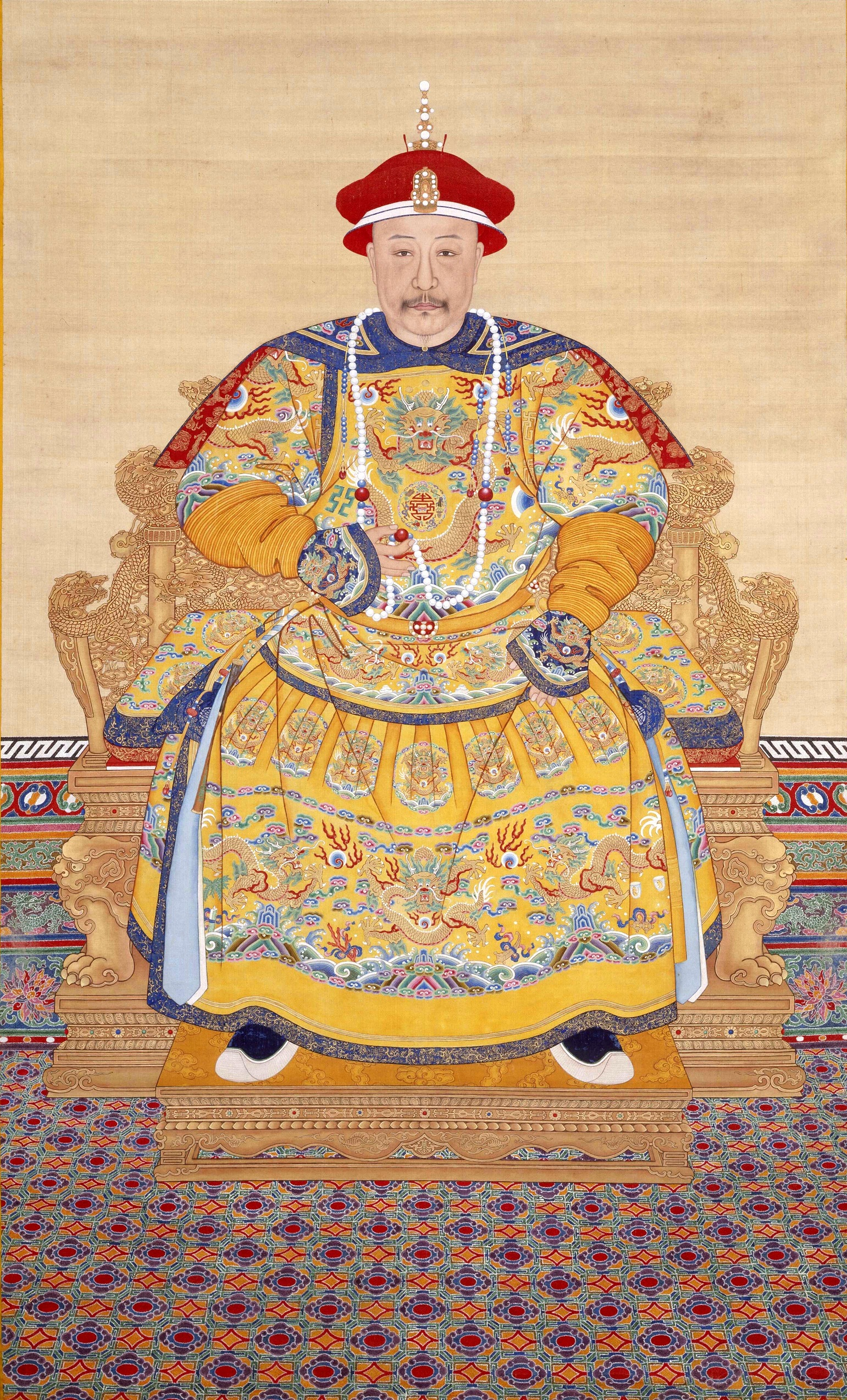
Jiaqing

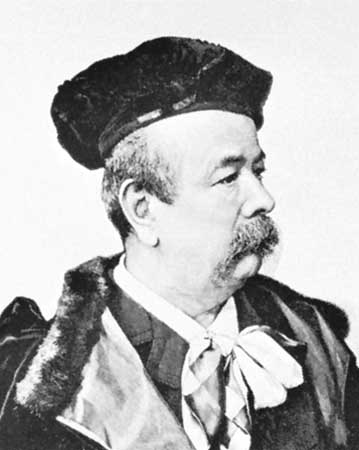
Charles Frederick Worth

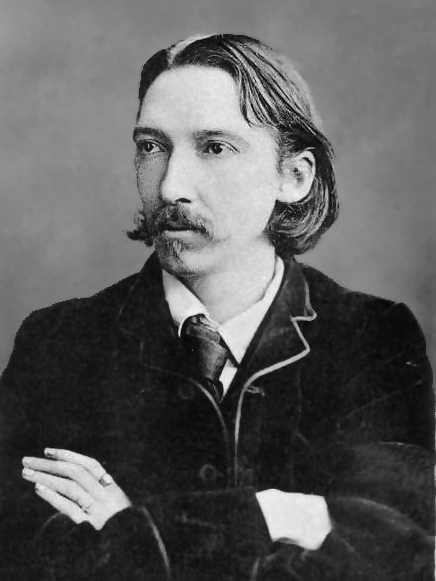
Robert Louis Stevenson

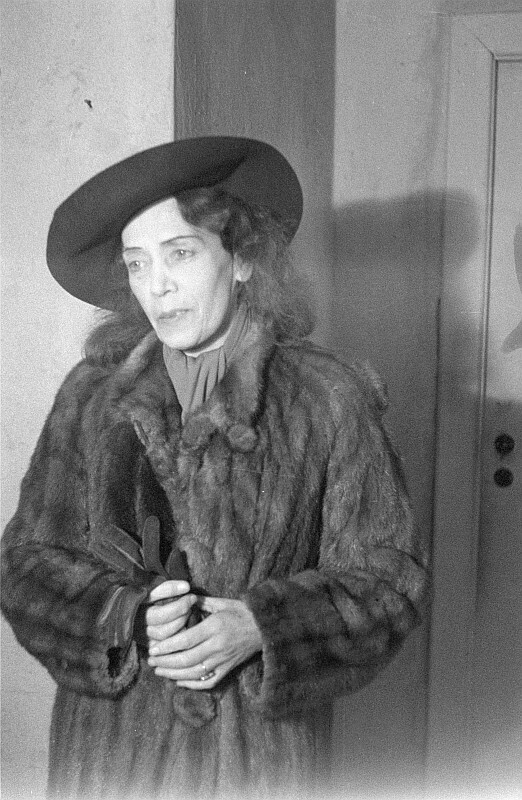
Mary Wigman

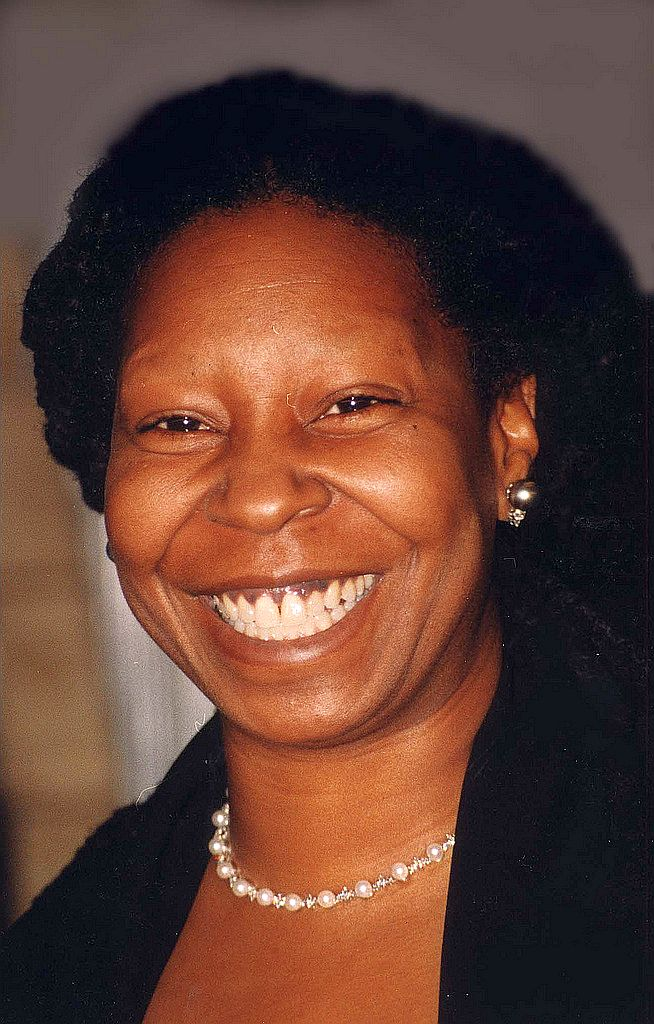
Whoopi Goldberg

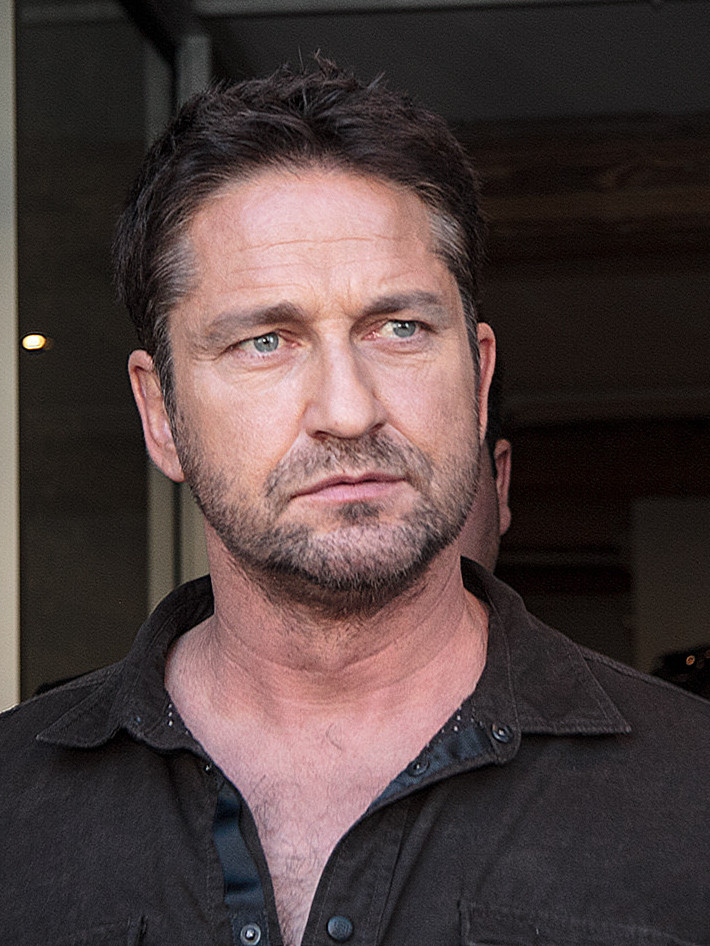
Gerard Butler

### Anteriores ao século XIX
- 0354 — Agostinho de Hipona, filósofo latino (m. 430).
- 1312 — Eduardo III de Inglaterra (m. 1377).
- 1453 — Cristóvão I de Baden, nobre alemão (m. 1527).
- 1486 — João Maier, teólogo alemão (m. 1543).
- 1493 — Guilherme IV da Baviera (m. 1550).
- 1504 — Filipe I de Hesse (m. 1567).
- 1710 — Charles-Simon Favart, autor francês (m. 1792).
- 1715 — Dorothea Christiane Erxleben, primeira médica alemã (m. 1762).
- 1572 — Cirilo Lucaris, prelado grego (m. 1638).
- 1760 — Jiaqing, imperador chinês (m. 1820).
- 1761 — John Moore, general britânico (m. 1809).

### Século XIX
- 1801 — Amélia Augusta da Baviera, rainha da Saxônia (m. 1877).
- 1825 — Charles Frederick Worth, costureiro britânico (m. 1895).
- 1848 — Alberto I, Príncipe de Mônaco (m. 1922).
- 1850 — Robert Louis Stevenson, escritor britânico (m. 1894).
- 1869 — Helene Stöcker, feminista, pacifista e escritora alemã (m. 1943).
- 1874 — Vital Soares, político brasileiro (m. 1933).
- 1883 — Mascarenhas de Morais, oficial brasileiro (m. 1965).
- 1886 — Mary Wigman, coreógrafa alemã (m. 1973).

### Século XX

#### 1901–1950
- 1906 — Hermione Baddeley, atriz inglesa (m. 1986).
- 1907 — László Szollás, patinador artístico húngaro (m. 1980).
- 1934
  - Garry Marshall, cineasta estadunidense (m. 2016).
  - Walter Moraes, jurista brasileiro (m. 1997).
  - Jimmy Fontana, ator e cantor italiano (m. 2013).
- 1936 — Elino Julião, cantor brasileiro (m. 2006).
- 1939 — Karel Brückner, treinador de futebol tcheco.
- 1941 — Dack Rambo, ator norte-americano (m. 1994).
- 1943 — Roberto Boninsegna, ex-futebolista italiano.
- 1944 — Geraldo de Oliveira, presbítero católico brasileiro (m. 2022).
- 1945 — Masahiro Hasemi, ex-automobilista japonês.
- 1947 — Joe Mantegna, ator norte-americano.
- 1948 — Nicolas Grimal, egiptólogo francês.
- 1950 — Tunai, cantor e compositor brasileiro (m. 2020).

#### 1951–2000
- 1953 — Charles Tickner, patinador artístico estadunidense.
- 1954 — Scott McNealy, empresário americano.
- 1955 — Whoopi Goldberg, atriz norte-americana.
- 1957 — Luís Melo, ator e diretor brasileiro.
- 1965 — Željko Petrović, ex-futebolista montenegrino.
- 1967 — Jimmy Kimmel, comediante e apresentador estadunidense.
- 1968 — Steve Zahn, ator norte-americano.
- 1969
  - Ayaan Hirsi Ali, política holandesa.
  - Gerard Butler, ator e cantor britânico.
  - Jeret Schroeder, automobilista norte-americano.
- 1971 — Noah Hathaway, ator estadunidense.
- 1972
  - Pedro Reyes, ex-futebolista chileno.
  - Takuya Kimura, cantor e ator japonês.
- 1973 — Jordan Bridges, ator norte-americano.
- 1975
  - Ivica Dragutinović, futebolista sérvio.
  - Quim, futebolista português.
- 1976 — Albina Akhatova, biatleta russa.
- 1977 — Liliya Shobukhova, corredora russa.
- 1978
  - Nikolai Fraiture, músico norte-americano.
  - Shen Xue, patinadora artística chinesa.
- 1979 — Metta World Peace, jogador de basquetebol americano.
- 1980
  - Monique Coleman, atriz, cantora e dançarina americana.
- 1981 — Greg Minnaar, ciclista sul-africano.
- 1982 — Kumi Koda, cantora japonesa.
- 1983 — Domingues, futebolista moçambicano.
- 1984
  - Lucas Barrios, futebolista argentino.
  - Daniel Yeboah, futebolista marfinense.
- 1985 — Rahul Kohli, ator britânico.
- 1986 — Jordan Pérez, futebolista gibraltino.
- 1987 — Dana Vollmer, nadadora norte-americana.
- 1989 — Maksim Skavysh, futebolista bielorrusso.
- 1990 — Yasmin Ali, cantora egípcia.
- 1991 — Jeffrey Bruma, futebolista holandês.
- 1992 — Shabazz Muhammad, basquetebolista norte-americano.
- 1993 — Julia Michaels, cantora norte-americana.
- 1994 — Madison Janssen, ciclista paralímpica australiana.
- 1995 — Stella Hudgens, atriz norte-americana.
- 1996 — Merle Spellerberg, política alemã.
- 1997 — Martín Rea, futebolista uruguaio.
- 1998 — Gattlin Griffith, ator norte-americano.
- 1999
  - Josh Cavallo, futebolista australiano.
  - Lando Norris, automobilista britânico.
- 2000 — Britton Wilson, velocista norte-americana.

### Século XXI
- 2001 — Olivia Hye, cantora e dançarina sul-coreana.
- 2002 – Giovanni Reyna, futebolista norte-americano.
- 2005 — Leny Yoro, futebolista francês.

## Mortes

### Anteriores ao século XIX
- 0857 — Papa Nicolau I (n. 820).
- 1004 — Abão de Fleury, abade francês (n. 945).
- 1093 — Malcolm III da Escócia, rei escocês (n. 1031).
- 1143 — Fulque de Jerusalém (n. 1089/92).
- 1319 — Érico VI da Dinamarca (n. 1274).
- 1359 — Ivã II de Moscou (n. 1326).
- 1369 — Tomás de Beauchamp, 11.º Conde de Warwick (n. 1313).
- 1460 — Infante Dom Henrique, príncipe português (n. 1394).
- 1619 — Ludovico Carracci, pintor italiano (n. 1555).
- 1623 — Edmunda de Brandemburgo, nobre alemã (n. 1561).
- 1701 — Ana Adelaide de Fürstenberg-Heiligenberg, princesa de Thurn e Taxis (n. 1659).
- 1726 — Sofia Doroteia de Brunsvique-Luneburgo, nobre alemã (n. 1666).

### Século XIX
- 1867 — Adolphe Napoléon Didron, historiador da arte e arqueólogo francês (n. 1806).
- 1868 — Gioacchino Rossini, compositor italiano (n. 1792).
- 1884 — José Rodrigues Maio, herói português (n. 1817).
- 1899 — Almeida Júnior, pintor e desenhista brasileiro (n. 1850).

### Século XX
- 1903 — Camille Pissarro, pintor francês (n. 1830).
- 1916 — Percival Lowell, matemático, escritor e astrônomo estadunidense (n. 1855).
- 1920 — Ernesto Carneiro Ribeiro, médico e linguista brasileiro (n. 1839).
- 1947 — Abade de Baçal, arqueólogo e historiador português (n. 1865).
- 1957 — Rui Teles Palhinha, botânico português (n. 1871).
- 1981 — Mestre Pastinha capoeirista brasileiro (n. 1889).
- 1989 — Roger Heman Jr., sonoplasta estadunidense (n. 1932).
- 1994 — Motoo Kimura, geneticista japonês (n. 1924).
- 1999 — Germaine Dieterlen, antropóloga francesa (n. 1903).

### Século XXI
- 2002 — Juan Alberto Schiaffino, futebolista uruguaio (n. 1925).
- 2004
  - Harry Lampert, escritor norte-americano (n. 1916).
  - Ol' Dirty Bastard, rapper norte-americano (n. 1968).
- 2005 — Eddie Guerrero, wrestler norte americano (n. 1967).
- 2008 — Pedro Pinheiro, ator e comediante português (n. 1939).
- 2009 — Mara Manzan, atriz brasileira (n. 1952).
- 2010 — Luis García Berlanga, cineasta espanhol (n. 1921).
- 2014
  - Manoel de Barros, poeta brasileiro (n. 1916).
  - Alexander Grothendieck, matemático alemão (n. 1928).
- 2017 — Bobby Doerr, beisebolista estadunidense (n. 1918)
- 2020 — John Meurig Thomas, químico britânico (n. 1932)

## Feriados e eventos cíclicos

### Internacional
- Dia Mundial da Gentileza

### Brasil
- Cabo Frio - Rio de Janeiro
- Palmelo - Goiás

### Cristianismo
- Diogo de Alcalá
- Estanislau Kostka
- Francisca Xavier Cabrini
- João Crisóstomo
- Papa Nicolau I
- Todos os Santos e Santas Premonstratenses

## Outros calendários
- No calendário romano era o dia dos idos de novembro.
- No calendário litúrgico tem a letra dominical B para o dia da semana.
- No calendário gregoriano a epacta do dia é ix.